# らき☆すた ミュージックフェア
『らき☆すた ミュージックフェア』は、テレビアニメ『らき☆すた』のキャラクターソングアルバム。 2008年10月22日にLantisから発売された。

## 概要
らき☆すた本編の挿入歌やアニメラジオ『新らっきー☆ちゃんねる』の主題歌、イベントなどで披露された楽曲などが収録されている。ジャケットには、夜空を背景にハンドルを握った成実ゆいの左右に小神あきら、白石みのる、にゃもー、下方にパトリシア=マーティンと兄沢命斗がプリントされている。

## 収録曲
1. 有頂天がとまらない [4:44]
歌：有頂天（小神あきら（今野宏美）、白石みのる（白石稔））
作詞：畑亜貴、作曲・編曲：神前暁
2. 有頂天in da House 〜Say That Hip Hop Shit!〜 [5:22]
歌：有頂天（小神あきら（今野宏美）、白石みのる（白石稔））
作曲・編曲：Yasushi.K
有頂天のトークを用いたリミックス楽曲。タイトルは奈良騒音傷害事件のパロディ。
3. Gravity [4:19]
歌：m.o.e.v
作詞・作曲・編曲：神前暁
『らき☆すた』第6話、『頭文字D』のパロディシーンでの挿入歌。ショートバージョンがアニメDVD第3巻限定版同梱のサントラCDに収録されていたが、今回フルバージョンが初めて発表された。
アーティスト名の「m.o.e.v」は「頭文字D」の主題歌を多く担当したm.o.v.eのパロディである[2]。その後パロディの対象となったm.o.v.eが2009年8月19日に発売したアルバム『anim.o.v.e 01』に、m.o.v.eがカバーしたバージョンが収録されている。
なお、m.o.e.v.の正体は明らかにされていないが、後に男性パートの担当が富永TOMMY弘明であることが明かされている[3]。
4. もってけ!セーラーふく 〜発車メロディ〜 [0:15]
作詞：畑亜貴　作曲：神前暁　編曲：hush-a-bye baby
  - 『らき☆すた』オープニングテーマ「もってけ!セーラーふく」の電車発車メロディアレンジバージョン。
5. 三十路坂 [4:51]
歌：小神あきら（今野宏美）
作詞：畑亜貴、作曲・編曲：神前暁
  - 『新らっきー☆ちゃんねる』オープニングテーマ。
6. らき☆すたMush! 〜DustFunk☆Lozik〜 [5:06]
作詞：畑亜貴、作曲：神前暁、ISAO、金井江右、伊東大和、nishi-ken
複数の『らき☆すた』関連楽曲の混成リミックス。
7. 愛だぜ、店長! [4:13]
歌：兄沢命斗（関智一）
作詞：畑亜貴、作曲・編曲：神前暁
セミレギュラー的に出演した『アニメ店長』の兄沢のキャラソン。
8. pa pa pa pa patti strike back〜またはパティは如何にして、心配するのを止め以下ry〜 [4:05]
歌：パトリシア=マーティン（ささきのぞみ）
作曲・編曲：来兎
パトリシア=マーティンの台詞を用いたリミックス楽曲。
9. えみりんのテーマ [4:40]
歌：白石みのる（白石稔）
作詞・作曲：白石稔、編曲：神前暁
ラジオ『らっきー☆ちゃんねる-陵桜学園放課後の机-』で発表された楽曲。
  - 『白石稔のガチ無知ラジオ』エンディングテーマ。
10. かおりんのテーマ 〜発車メロディー〜 [0:26]
作詞・作曲：白石稔、編曲：hush-a-bye baby
『白石みのるの男のララバイ』収録「かおりんのテーマ」の電車発車メロディアレンジバージョン。
11. 蛇と蛙 [4:39]
歌：白石みのる
作詞・作曲：白石稔、編曲：神前暁
『新らっきー☆ちゃんねる』で発表された楽曲。
12. みんなと一緒 [4:28]
歌：白石みのる
作詞・作曲：白石稔、編曲：菊池達也（marble）
『新らっきー☆ちゃんねる』で発表された楽曲。